# Maison Mitrović à Grocka
Pour les articles homonymes, voir Mitrović.
Ne doit pas être confondu avec Maison Mitrović à Avala.
La maison Mitrović (en serbe cyrillique : Митровићева кућа ; en serbe latin : Mitrovićeva kuća) est située à Grocka, en Serbie, dans la municipalité de Grocka et sur le territoire de la Ville de Belgrade. Construite dans les années 1830, elle est inscrite sur la liste des monuments culturels protégés de la République de Serbie et sur la liste des biens culturels de la Ville de Belgrade.

## Présentation
La maison Mitrović, située 61 Bulevar oslobođenja à Grocka, a été construite dans les années 1830 ; elle est caractéristique du style des maisons traditionnelles de la Morava dans sa variante « danubienne ».
La maison dispose de trois pièces et d'une cave et elle est dotée d'un porche et d'un oriel. Elle est constituée d'une structure en bois remplie avec du torchis ; le toit est recouvert de tuiles.